# Calderó (atuell)
|  | Per a altres significats, vegeu «Calderó (desambiguació)». |

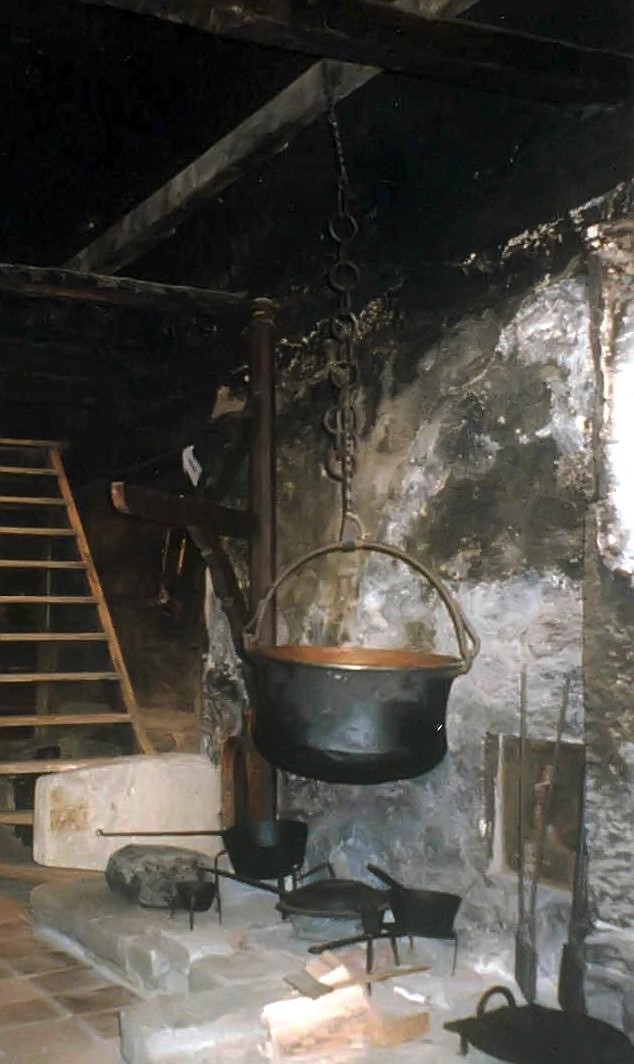
Calderó penjat sobre una llar en una cuina del a Gurbrü, Cantó de Berna (Suïssa)

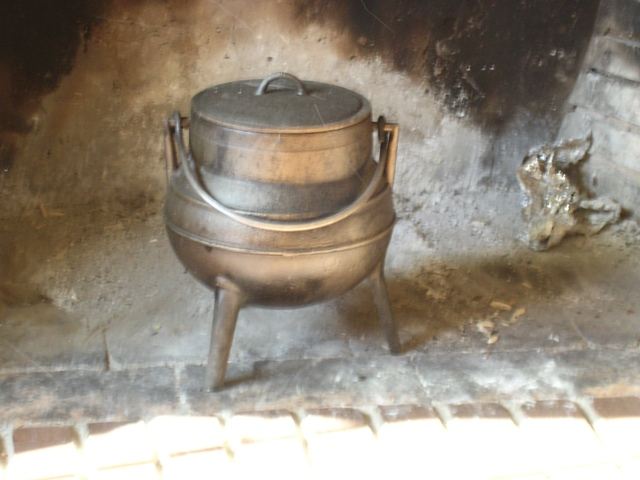
Pot de tres potes

Un calderó (del llatí caldarium, bany calent) es un atuell de fons còncau i preferentment metàl·lic, de menor grandària que la caldera, proveït d'una o dues nanses, i utilitzat per escalfar o cuinar tot allò que pugui contenir.
És un dels més antics estris de cuina usat per l'ésser humà, penjaven damunt del foc, i en els llocs de cocció la gent s'aplegava de manera natural per escalfar-se, il·luminar-se, tenir seguretat i aliments. S'associa i identifica amb altres recipients culinaris com la marmita, el pot gran, l'olla, i la cassola. Amb o sense potes que el sostingui o penjant sobre el foc de la llar, també s'ha utilitzat per cuinar a l'aire lliure.
A més, el calderó també simbolitza la vida, ja que és el que prepara l'aliment i, a partir d'aquesta associació, es van originar les llegendes celtes sobre el Greal, ja que en diverses cultures europees es parla de calderons màgics que generen aliment o beguda infinitament.

## Simbolisme i mitologia

### Elcalderóde la nit dels temps
A propòsit dels significats que va tenir el calderó en els pobles antics, Federico Revilla classifica els recipients en raó dels canvis soferts per la matèria submergida en ell (cocció, vaporització), o de les mutacions que el van associar amb transformacions ontològiques (resurrecció, regeneració, immunització). I així, diferència calderons iniciàtics, probatoris (per ordalies) i calderons per a sacrificis.
En el pla simbòlic poden agrupar-se en calderons d'aigua (associats a la saviesa i el coneixement) i calderons de foc (associats a la immortalitat i renaixement diví i, per influència de l'església catòlica, al turment, el demoníac i la bruixeria), d'aquests últims l'arquitectura del romànic ofereix una rica iconografia en molts dels seus elements.
Per Cirlot, «el calderó és el recipient de l'oceà inferior (d'aquí que aparegui en llegendes màgiques i contes folklòrics)» i afegeix que «el calze és una sublimació i sacralització del calderó, com el got, pur signe de continent». Aquesta última referència de Cirlot al calze entra a la «cadena simbòlica jungiana» que enllaça amb el Sant Greal, les piles baptismals del cristianisme, l'úter matern i la caverna, com a símbols del principi femení.
El Sant Greal de la llegenda artúrica es coneix de vegades com a «calderó», encara que tradicionalment el Greal es considera més com una copa de mà que no la gran olla que la paraula «calderó» acostuma a significar. Això pot haver estat fruit de la combinació de la llegenda del Greal amb els mites celtes anteriors dels calderons màgics.
El model mític / màgic amb tres potes, respon amb cadascuna d'elles als tres aspectes de la Deessa: la donzella, la mare i l'àvia, com recull Robert Graves a La Deessa Blanca.
Mircea Eliade, citant a Dumézil (Le festin d'inmortalité), parla del calderó miraculós del gegant Hymir, usat per preparar l'ambrosia:
| « | ... La força màgica resideix en l'aigua; els calderons, les olles, els calzes són els recipients d'aquesta força màgica, que moltes vegades està simbolitzada per un licor diví, ambrosia o aigua viva; confereix la immortalitat o l'eterna joventut, converteixen a qui els posseeix en heroi o en déu, etc ... | » |

La traducció comuna per ding sovint es refereix a calderó. En la història i la cultura xineses, la possessió d'un o més dings antics sovint s'associa amb el poder i el domini sobre la terra. Per tant, el ding s'utilitza sovint com un simbolisme implícit del poder. El terme «indagant el ding» (en xinès: 问鼎; pinyin: wèn dǐng) sovint s'utilitza indistintament amb «la recerca del poder».

### Les bruixes i els seus calderons

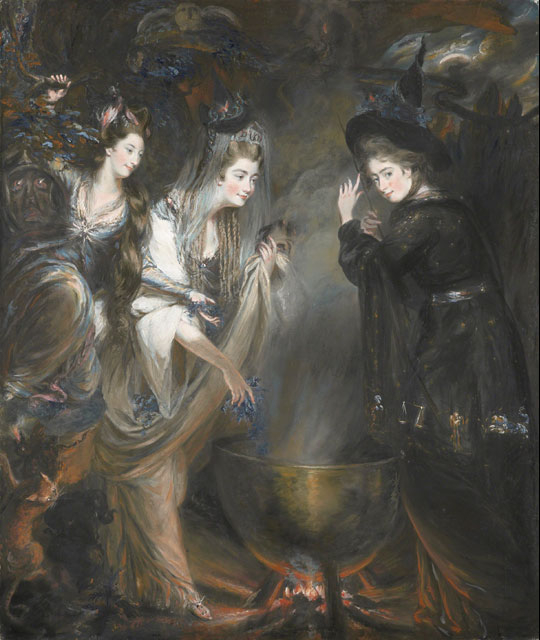
Les tres bruixes de Macbeth al voltant del calderó. Interpretació (h. 1775) del pintor britànic Daniel Gardner (1750-1805)

Tot i que encara s'utilitza per a propòsits pràctics, una associació més comuna en la cultura occidental és l'ús del calderó a la bruixeria, un clixé popularitzat per diverses obres de ficció. Les tres bruixes més famoses de la literatura universal probablement siguin les de Macbeth i amb elles el seu calderó, que és alhora mirall profètic del present, passat i futur.
| «                                              | Bruixa 1- Entorn del calderó doneu voltes i voltes i llanceu la víscera infecta... Macbeth- Bé, ombrívoles i enigmàtiques bruixes de la mitjanit... | » |
| — William Shakespeare. Macbeth, escena quarta. | |   |

En la ficció, les bruixes sovint preparen les seves pocions en un calderó. D'altra banda, la popular i tradicional associació del calderó amb les «bruixes», aconsegueix noves dimensions sota la mirada d'antropòlegs com Julio Caro Baroja.

### El calderó a la Wicca
En algunes formes de Wicca, incorporant aspectes de la mitologia celta, el calderó s'associa amb la deessa Cerridwen. La mitologia gal·lesa també compta amb calderons que van ser útils per als exèrcits guerrers. A la segona branca del Mabinogi, en el conte de Branwen, filla de Llŷr, el Pair Dadeni (calderó del renaixement) és un calderó màgic on es podien ficar els guerrers morts per tornar-los a la vida, però no podien parlar. Se sospitava que no tenien ànimes. Aquests guerrers podrien tornar a la batalla fins que els tornaven a matar.
A la Wicca i algunes altres formes de sistemes de creença neopagana o pagana, el calderó encara s'utilitza en pràctiques màgiques. Molt sovint un calderó està fet de ferro colat i s'utilitza per cremar encens solt en un disc de carbó vegetal, per fer sal negra (usat en rituals d'expulsió), per barrejar herbes o per cremar peticions (escrites en un paper amb paraules de poder o desitjos), agraïments i oracions. Els calderons simbolitzen no només la Deessa Mare, sinó que també representen l'úter universal (perquè conté alguna cosa) d'on tot arriba i on tot torna. En un altar representa l'element èter que uneix tots els altres. El calderó està connectat a l'element Aigua que denota una influència psíquica i l'inconscient. És l'instrument ritual principal utilitzat pels bruixots. A la pràctica s'utilitza per activar els encanteris mitjançant la crema d'herbes, papers, aliments, líquids i altres articles. La seva grandària varia segons la tria del practicant.
Els calderones sovint es venen a botigues New Age o «metafísiques», i poden tenir diversos símbols de poder inscrits sobre ells. És comú guardar els instruments més petits al calderó per protegir-los o ocultar-los.

## Calderons famosos

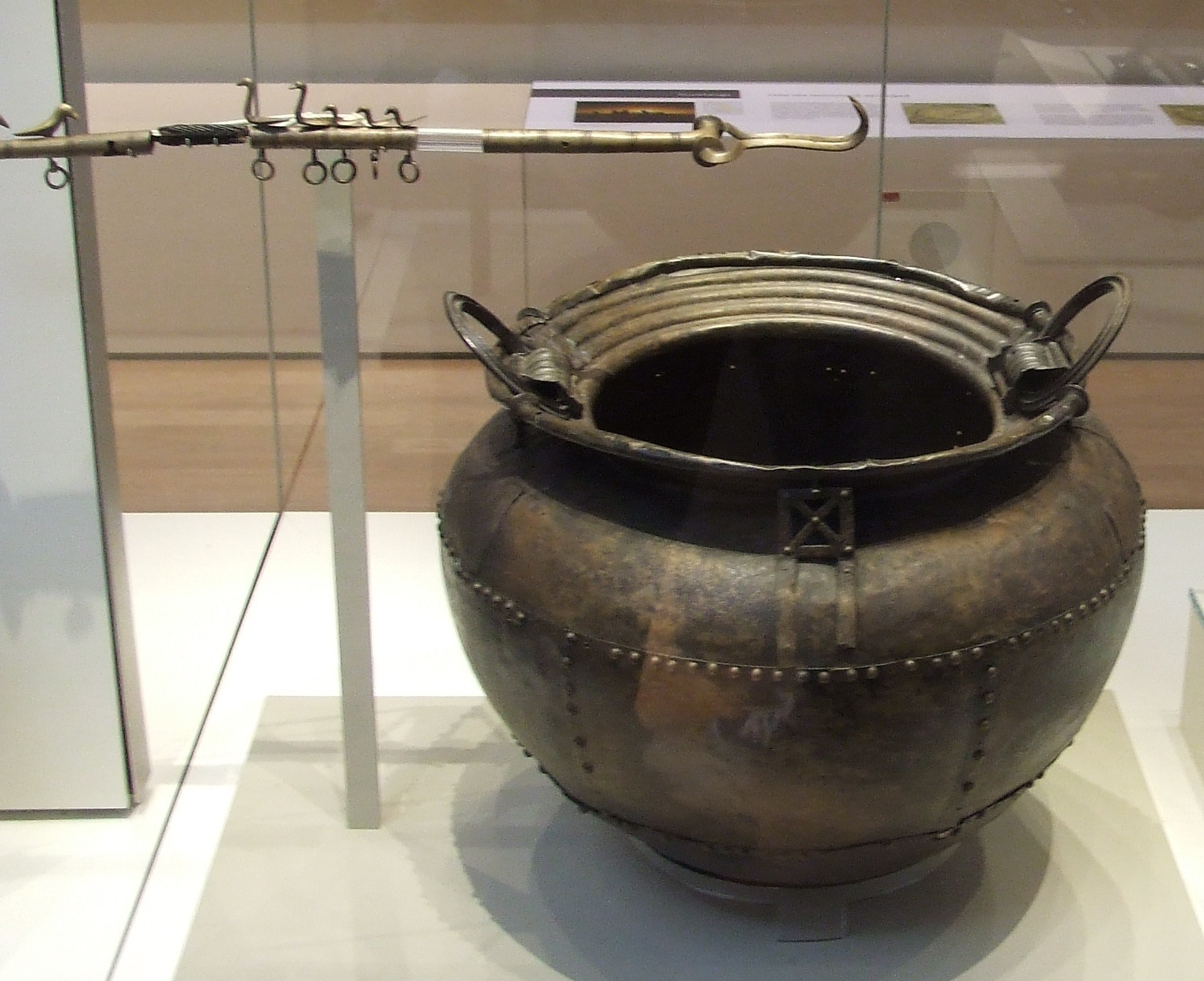
Un calderó d'edat del bronze i un ganxo per la carn, fet de xapa de bronze

Els calderons arqueològicament reals i intactes amb aparent simbolisme cultural inclouen:
- el calderó de Gundestrup, fet al segle II o I aC, trobat a Gundestrup, Dinamarca.[13]
- un calderó de l'edat del bronze trobat a Hassle, Suècia.
- el calderó on la flama olímpica crema durant la vigència dels Jocs Olímpics.

Entre els calderons creats per la fantasia humana, podem destacar:
- La deessa gal·lesa Cerridwen (moltes vegades considerada com «bruixa blanca») posseïa el calderó de la Inspiració i la Sabiduria (vegeu Hanes Taliesin).
- El calderó regenerador de Dagda, el déu bo de la mitologia irlandesa.[14]
- El calderó del gegant del folklore gal·lès Dyrnwch (Puny blanc), en els Tretze Tresors de l'Illa de Bretanya.
- En el folklore irlandès, els leprechauns guarden el seu or i el seu tresor amagat dins d'un calderó.
- El calderó màgic de «El botí de Annwfn», dins el manuscrit atribuït al poeta mític Taliesin, que relata la travessia del Rei Artús i els seus guerrers a través del mar cap a Caer Siddi («castell de les fades») per guanyar diversos tresors .
- El calderó del druida Panoràmix i la seva poderosa poció màgica, al còmic de Goscinny i Uderzo.
- El Calderó màgic de Taron de la factoria Disney.
- Tolkien conta en el primer volum del Llibre dels Contes Perduts, com Aulë va fer dos grans calderons: «Kulullin», que contenia llums daurades, i «Silindrin», amb llums platejades.
- Els dos calderons (el màgic i el negre) de les Cròniques de Prydain de Lloyd Alexander.
- Calderons molt populars en altres temps i a poc a poc oblidats, com el de la bruixa de la Blancaneus o les calderes de Pere Botero.[15]

## El calderó a la heràldica
Com a símbol de «riquesa i grandesa» a la iconografia heràldica, el calderó o la caldera és figura protagonista en blasons, escuts d'armes, de cognoms i de localitats de tot Europa.

Blasó de l'emperadriu Eugenia de Montijo, de la casa de Guzmán, línea dels comtes de Teba (Espanya)
Escut d'armes de la Casa de Lara (Espanya) (segle xii)
Escut del municipi de Crémines, en el cantó de Berna (Suïssa)
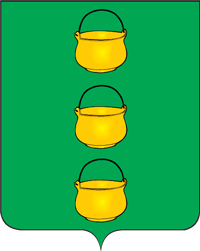
Escut del municipi de Kotelniki, Óblast de Moscou (Rússia)
Escut del municipi de Padasjoki, Vaakuna (Finlàndia)
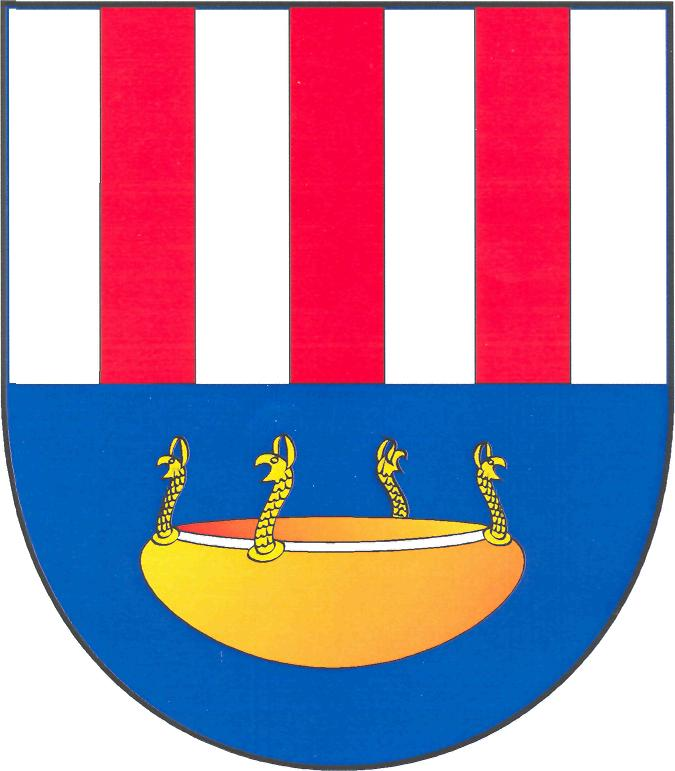
Escut del municipi de Lahošt'znak, Teplice (Txèquia)